# 슈어 보조정리
슈어 보조정리(Schur's lemma)는 군 표현론에서 기약 표현 사이의 군의 작용과 가환하는 선형사상은 가역 사상이거나 0이라는 보조정리다.

## 정의
{\displaystyle R}가 환이고, {\displaystyle M}과 {\displaystyle N}이 {\displaystyle R}에 대한 단순 가군이라고 하자. 그렇다면 가군 준동형 {\displaystyle M\to N}은 가역 사상이거나 상수 함수 0(영 사상)이다. 이 사실을 슈어 보조정리라고 한다.

### 군에 대한 슈어 보조정리
{\displaystyle G}가 군이고, {\displaystyle V}가 벡터 공간이고, {\displaystyle \rho \colon G\to \operatorname {GL} (V)}가 군의 표현이라고 하자. 그렇다면 {\displaystyle V}는 {\displaystyle \rho }로 인하여 군환 {\displaystyle V[G]}에 대한 가군을 이룬다. 이 때, {\displaystyle V}가 단순 가군임과  {\displaystyle \rho }가 기약 표현임은 필요충분조건이다. 따라서, 이 경우 슈어 보조정리에 따르면 두 기약 표현 {\displaystyle G\to \operatorname {GL} (V_{1}),\operatorname {GL} (V_{2})}사이, 군 작용과 가환하는 선형 변환 {\displaystyle V_{1}\to V_{2}}(가군 준동형 사상)은 가역 사상이거나 영 사상이다. 물론, 두 기약 표현의 차원이 같을 경우에만 가역 사상일 수 있다.

## 응용
슈어 보조정리는 군 표현론에서 다음과 같이 쓰인다. 체 {\displaystyle K} 위의 단위 결합 대수 {\displaystyle R}가 주어졌다고 하고, {\displaystyle K}-벡터 공간 {\displaystyle V}가 {\displaystyle R} 위의 단순 가군이라고 하자. 그렇다면, {\displaystyle V}의 자기 사상환
{\displaystyle \operatorname {End} _{R}V=\hom _{R{\text{-Mod}}}(V,V)}
을 생각할 수 있다. 슈어 보조정리에 따라서 {\displaystyle \operatorname {End} _{R}V}는 {\displaystyle K} 위의 나눗셈환이다. {\displaystyle M}이 유한 차원 {\displaystyle K}-벡터 공간이며, {\displaystyle K}가 비가산 대수적으로 닫힌 체 (예를 들어, 복소수체 {\displaystyle \mathbb {C} })라면,  그 위의 나눗셈환은 {\displaystyle K} 자체밖에 없으며, 따라서 {\displaystyle \operatorname {End} _{R}V=K}이다. 다시 말해, {\displaystyle R}의 모든 원소와 가환인 {\displaystyle V} 위의 선형 변환은 항등 함수의 스칼라배 밖에 없다.
특히, {\displaystyle R=U({\mathfrak {g}})}가 복소수 리 대수 {\displaystyle {\mathfrak {g}}} 위의 보편 포락 대수라고 하고, {\displaystyle {\mathfrak {g}}}의 복소수 기약 표현 {\displaystyle V}가 주어졌다고 하자. 그렇다면, 슈어 보조정리에 따라 {\displaystyle {\mathfrak {g}}}의 카시미르 불변량 (보편 포락 대수의 중심) {\displaystyle C\in Z(U({\mathfrak {g}}))}는 {\displaystyle V} 위에 항등 함수의 스칼라배이다. 따라서, 복소수체 위의 리 대수의 기약 표현은 카시미르 불변량의 값으로 분류된다.

## 역사
이사이 슈어가 1905년 발표하였다.

## 같이 보기
- 슈어 보수행렬